# 이매진 엔터테인먼트

이매진 엔터테인먼트(Imagine Entertainment)는 1985년에 론 하워드와 브라이언 그레이저가 설립한 영화 · 텔레비전 제작 회사이다.